# アスカポツァルコ
アスカポツァルコ（スペイン語: Azcapotzalco、ナワ語群: Āzcapōtzalco ナワトル語発音: [aːskapoːˈt͡saɬko] ( 音声ファイル)、「蟻塚(āzcapōtzalli)の場所(-co)」を意味する）は、メキシコの首都メキシコシティを構成する16の管轄区域（2016年までは行政区）のひとつである。アスカポツァルコはメキシコシティの北西部に位置する。先コロンブス期にはテパネカの領地だったが、アステカ三国同盟によって打倒された。その後は郊外の農地だったが、19世紀なかばにメキシコシティ連邦区の一部になった。20世紀にメキシコシティのスプロール現象にのみこまれ、今日では100%都市化して、工業の中心になっている。

## 地理と環境

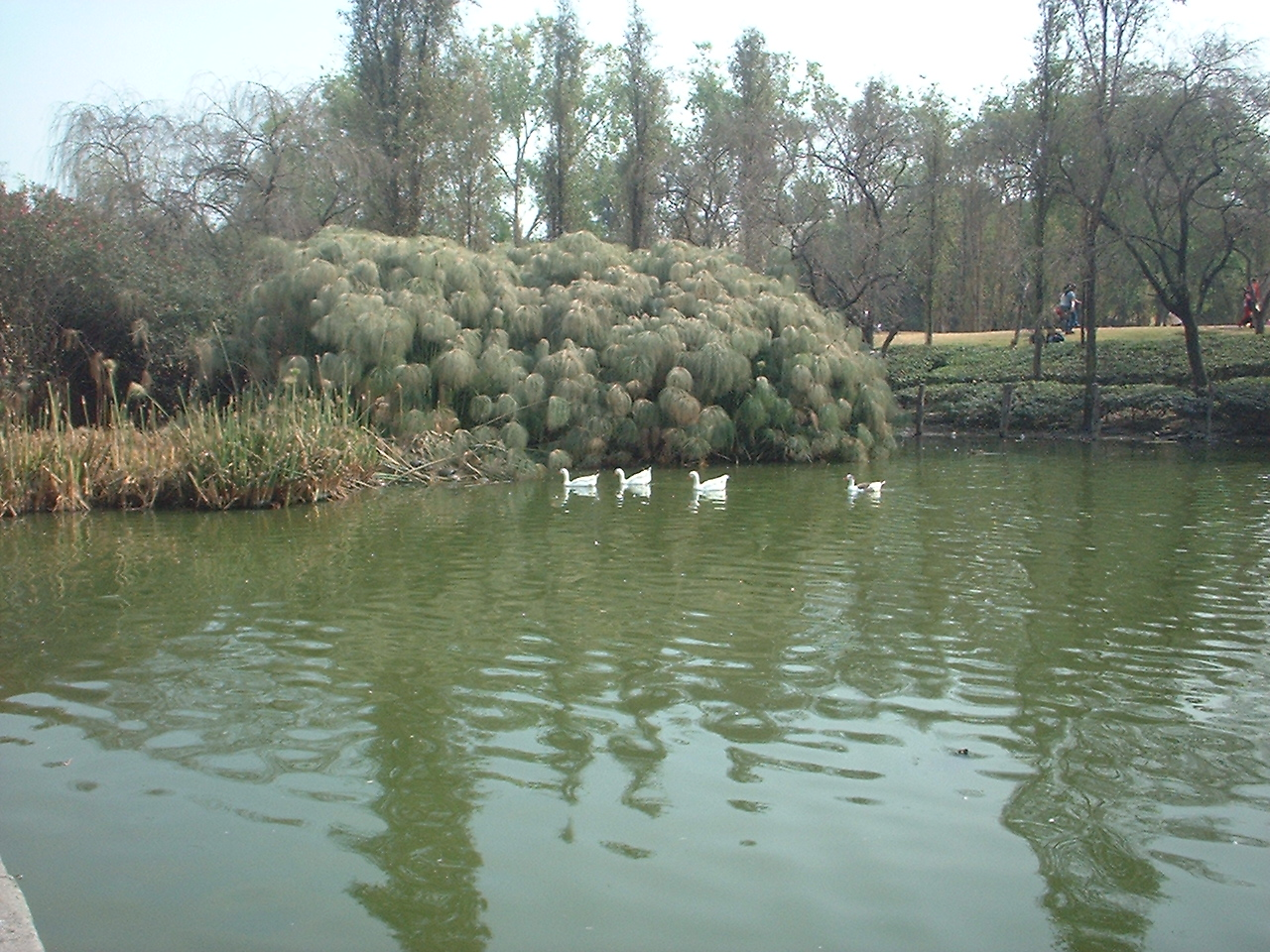
テソソモク公園の景色

アスカポツァルコはメキシコ盆地に位置し、東半分はかつてのテスココ湖の湖床の上にある。西半分はより堅固な土地の上にある。歴史的な中心部はテスココ湖の岸辺にあった。平均高度は海抜2240メートルである。政治的にはメキシコシティの北西の 343.5平方キロメートルを占め、グスタボ・A・マデロ、クアウテモク、ミゲル・イダルゴ、およびメヒコ州のトラルネパントラ・デ・バス、ナウカルパンと境を接する。
やや湿潤な温帯気候に属し、平均気温は摂氏15度である。
100%都市化しており、環境保護のための保護区は存在しない。2723の街区に分けられる。区内には54の公園があるが、野生植物はなく、ヤナギ、シダー、マツ類が植えられている。公園の総面積は100.51ヘクタールで、区全体の2.9%を占める。もっとも重要な公園はテソソモク公園とアラメダ・ノルテ公園であり、この2つだけで52.4ヘクタールを占める。
テソソモク公園は1982年に開園し、スペイン人の到来以前のメキシコ盆地のミニチュアとして設計された。アラメダ・ノルテ公園はフェレリア駅の隣にあり、池はもとスケートリンクおよび遊び場として使われていたが、2000年代に改修された。
ほかの重要な緑地にはプラサ・イダルゴのような市民のための広場、スポーツ・センター、大学のキャンパス（とくにメトロポリタン自治大学）、市民公園、墓地などがある。
スポーツ施設は約67ヘクタールを占め、70の競技場とスポーツセンターが市民に公開されている。国家再生競技場、レイノサ競技場、鉄道員スポーツセンター、ベニート・フアレス・スポーツ協会などが含まれる。レイノサ競技場はかつて貧しい人々のためのメキシコシティ政府のサービスとして設けられた一時的な「人工のビーチ」のひとつで、プールと砂場があった。区の所有する墓地も緑地のひとつに数えられ、とくにサン・イシドロ墓地は規模が大きい。
水面はほとんどないが、例外はレメディオス川で、主に汚水の排水目的で使用される。盆地の地下水面の低下によって区内には大きなひびわれが生じ、インフラに損害を引きおこしている。区内は平坦で、傾度は0-5%の間に収まり、大きな起伏は存在しない。土地が平坦であるため、大雨による洪水が問題になっている。とくにサンティアゴ・アウィソトラ、ヌエバ・サンタ・マリア、サン・ペドロ・シャルパ、プロ・オガルなどで問題が大きい。
区の65%の土地が毒性をもつ物質を使用する約500の工場に占められている。何百キロメートルにもわたる地下のガス管が通っており、9つのコミュニティーは工場に囲まれていて危険性が高いと分類されている。250の化学工場があり、主にコロニア・インドゥストリアル・バイェホにあってエタノール、シアン化合物、リンの化合物、有機溶剤などを作っている。
メキシコシティの他の地域と同様、大気汚染は重要な問題になっている。大部分は車の排気ガスと工場に由来し、オゾン、一酸化炭素、窒素酸化物、二酸化硫黄、および浮遊する粒子状物質が含まれる。騒音公害は工場やトラックの運行に起因する。区には水面がないが、住居と工場からの排水による水質汚染が問題になっている。工場からの汚染は主に水の使用の問題と、しばしば洗浄によって起こされる物質の投棄の形で起き、有機物、油脂、洗剤、着色料、溶剤などが含まれる。固形廃棄物も工場と住居に由来するものがある。区の廃棄物の量は1980年代に比べて7倍に増え、1日あたり571トンに達している。
かつての18 de Marzo精油所（かつて区の一部だった）に近いため、地下の配管の多くは現在も使われている。

## 歴史

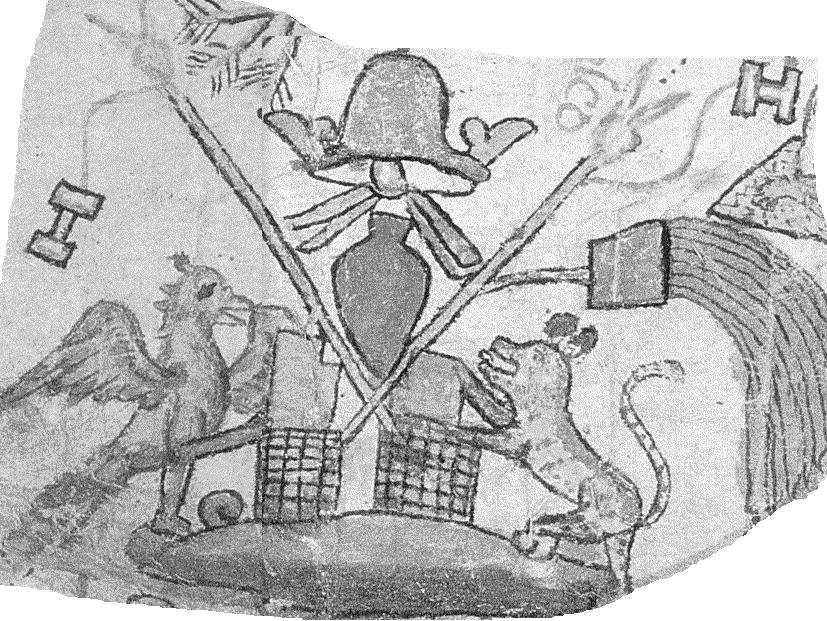
アスカポツァルコを表す17世紀のアステカ文字

「アスカポツァルコ」とは、ナワトル語で蟻塚を意味し、アステカ文字ではトウモロコシに囲まれた赤蟻が描かれている。これは創造伝説に由来する。第5の太陽の創造の後、ケツァルコアトルは人類を再び作ろうとした。そのために死者の王国であるミクトランにはいって第4の太陽の時代の人類の骨を持ち帰った。ケツァルコアトルがミクトランを探して骨とトウモロコシを持ち帰るのを蟻は助けた。別の伝説では、蟻が粒を地中に入れてそこからトウモロコシが生えるのを観察したことがトウモロコシの発見につながったとする。
この地域の最初期の歴史はメキシコ盆地のほかの地域と共通する。約7000年前に狩猟採集民が植物とマンモスなどの大型動物にひかれてやって来た。マンモス、バイソンほかの化石化した骨は地下鉄6号線の建設中に発見されている。大型動物が絶滅すると、メキシコ盆地の居住者は農業をはじめ、紀元前5000-2000年の間に定住する村を形成した。植物が栽培されるようになったが、中でもトウモロコシ、カボチャ、トウガラシ、アボカド、豆類が重要だった。
紀元前2200-1200年にかけて、メキシコ盆地全体に土器や村落が見つかっており、農業、狩猟、漁撈によって生活がなりたっていた。紀元前1200-700年にもっとも重要な村は盆地の南部にあった。紀元前200年ごろテオティワカン文明が現れ、アスカポツァルコ一帯もテオティワカン帝国の政治的・文化的勢力圏にあった。この時期に発達した村にはサン・ミゲル・アマントラ、サンティアゴ・アウィソトラ、サンタ・ルシアがあり、現在のアスカポツァルコ南部にあたる。テオティワカンが西暦800年ごろに衰亡した後も、アスカポツァルコ一帯は文化の中心として重要でありつづけ、重要な祭祀の中心地になった。トゥーラが興ると、アスカポツァルコおよび他のメキシコ盆地はトルテカの影響に支配されるようになった。トルテカの影響は特にサンティアゴ・アウィソトラの土器に明らかに現れており、トルテカに朝貢していた可能性がある。

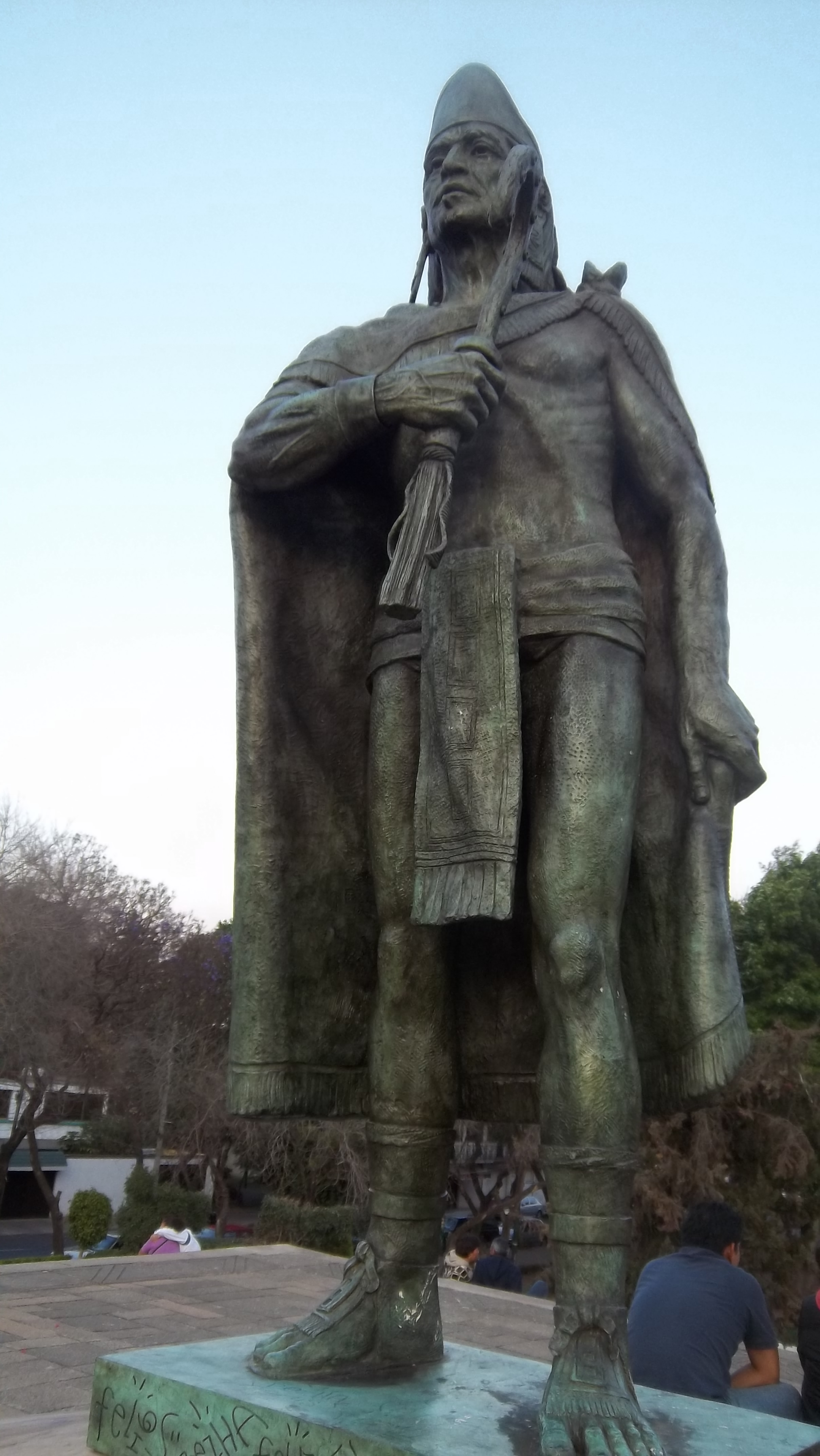
アスカポツァルコのテソソモクの像

トゥーラの衰亡の後、メキシコ盆地にはオトミ、マサワ、マトラツィンカを含む新しい移民がやってきた。そのひとつにマトラコアトルという首長に率いられて12世紀にやってきたグループがあった。マトラコアトルは1152年にアスカポツァルトンゴの村（今のシウダー・ニコラス・ロメロ）を建設したが、その発達は1200年から1230年の間がもっともよく記録されている。村は12-13世紀に王朝が成立してメキシコ盆地を越えて広がるテパネカ帝国に発達した。1283年から1343年までアコルワツィンが君主であり、彼はテナユカのショロトル王の娘と結婚し、領地の中心をテスココ湖畔の、現在のアスカポツァルコの歴史的中心地に移した。彼はメシカが貢納および兵役と引きかえにテパネカの土地に住んでテノチティトランを建設することを許した。アスカポツァルコの最後の主要な支配者はテソソモクで、1367年から1427年まで統治した。テソソモクのもとでテパネカ帝国の領土はメキシコ盆地の大部分、北のクエルナバカ、テナユカ、アトトニルコにまで到った。これによってアスカポツァルコはメキシコ盆地でもっとも重要な都市になり、この国に関する考古学的研究は現在も進行中である。
2012年、サン・シモン・ポチトランから墓地と建物跡が発見され、1200-1300年ごろのテパネカの商人のものと考えられている。1980年に地下鉄6号線の工事中、同じ所で別な住居跡が発見された。
テパネカのもとでは、征服された者は貢納および兵役を収めるかぎりにおいて征服前と同様に統治することが認められた。1427年、これらの被征服者のうちにはテスココのネサワルコヨトル、テノチティトランのイツコアトル、トラコパンのトトキワストリがあった。テソソモクが死ぬと後継者をめぐって争いが起き、これらの朝貢国が反乱を起こすことが可能になった。3つの都市は同盟を結んで1428年にアスカポツァルコを打ち破った。かつてのテパネカの土地は3都市の君主の間で分配され、アスカポツァルコの都市は破壊されて奴隷市場に変わった。
テパネカ帝国が終わりを告げると、政治・経済力はテスココ、トラテロルコおよびテノチティトランに移った。
この地は1521年にスペインによって滅ぼされるまでアステカ帝国によって支配されていた。当時のアスカポツァルコの人口は17,000人だった。1528年から1529年にかけてドミニコ会がロレンソ・デ・ラ・アスンシオンのもとでこの地の宣教を担当した。もとのテパネカの祭儀の中心には使徒フィリポとヤコブに捧げる教会が建設された。ロレンソ・デ・ラ・アスンシオンはスペインの搾取から現地人を守ったという記録があるにもかかわらず、虐待と伝染病によって16世紀のうちに先住民の人口は17,000人から約3,000人に減少した。
植民地時代にはこの土地のうち水面下にない部分はアシエンダ制がひかれ、コンキスタドールとその子孫の間で土地が分割された。1709年にアスカポツァルコは27のコミュニティーから構成され、6つのアシエンダと9つのランチョに分けられていた。アスカポツァルコはメキシコ独立戦争の最後の戦いのひとつが起きた場所であり、アグスティン・デ・イトゥルビデがメキシコシティに入る少し前の1821年8月19日にアナスタシオ・ブスタマンテ下の「3つの保証軍」が王党派の軍隊を破った。
19世紀はじめにはこの地域はメキシコシティ本体から遠く離れた田園地帯であり、メヒコ州の一部だった。1824年にムニシピオとなり、アスカポツァルコの町は周辺のランチョ、アシエンダおよびコミュニティーを統治するための政府の所在地になった。1854年、メキシコシティ連邦区の一部になったときにはアスカポツァルコはグアダルペ区の一部だったが、1899年にアスカポツァルコ区が成立し、アスカポツァルコがその中心都市になった。アスカポツァルコは相変わらずメキシコシティから2リーグほど離れた独立した町だった。19世紀にサン・フアン・トリルワカのコミュニティーは魔術によって有名だった。19世紀末に区の人口は約11,000人で、中心都市の人口は7,500人だった。
当時、とくにメヒコ＝タクバ道路に沿った地域とアスカポツァルコの町の近くは富裕層が郊外の邸宅を建てる場所として評判の土地になった。邸宅の建設は区内のより近代的な地域のさきがけになった。20世紀最初の数十年に鉄道が建設され、1913年にはアスカポツァルコとメキシコシティ中心部を結ぶトロリーバスが開業した。
1900年の国勢調査によれば、アスカポツァルコ地域はアスカポツァルコとタクバの2つの区から構成されていた。これらの地域は1903年に廃止され、13の行政区が作られたが、アスカポツァルコはそのひとつだった。1928年に区が再構成されたが、アスカポツァルコの町はその筆頭でありつづけた。
1920年にメキシコ革命が終わると、メキシコシティ地域は急速に発展し、インフラの近代化と工場の設立が進行した。アスカポツァルコ区の最初の工場は1929年にコロニア・バイェホに設立され、その後地域の大部分で工業化が進んだ。18 de Marzo精油所が1930年代末に設立されると、さらに多くの工場を引きよせることになったが、精油所は現在は廃止されている。1944年に連邦政府は公式にコロニア・バイェホに工業地帯を設けた。おなじ頃に政府はパンタコの貨物のために主要な駅を建設した。
工業化の進行により、主に労働者階級のための住宅地が作られるようになった。2つの例外はコロニア・クラヘダリアとヌエバ・サンタ・マリアで、20世紀半ばにはまだ中流階級の、田舎に邸宅を建てた人々の子孫が住んでいた。20世紀後半には区内の空き地にも家が建ちならび、100%の都市化を達成した。都市化した地域は1940年には1.8%だったが、1980年代はじめには95.2%に達していた。北部と西部で行われたこの最後の建築は大部分が住宅だった。1970年代にメトロポリタン自治大学のアスカポツァルコ・キャパスがメキシコシティの主要な教育センターとして設立され、ラテン・アメリカで最大の団地であるエル・ロサリオ団地が建設された。

## 交通

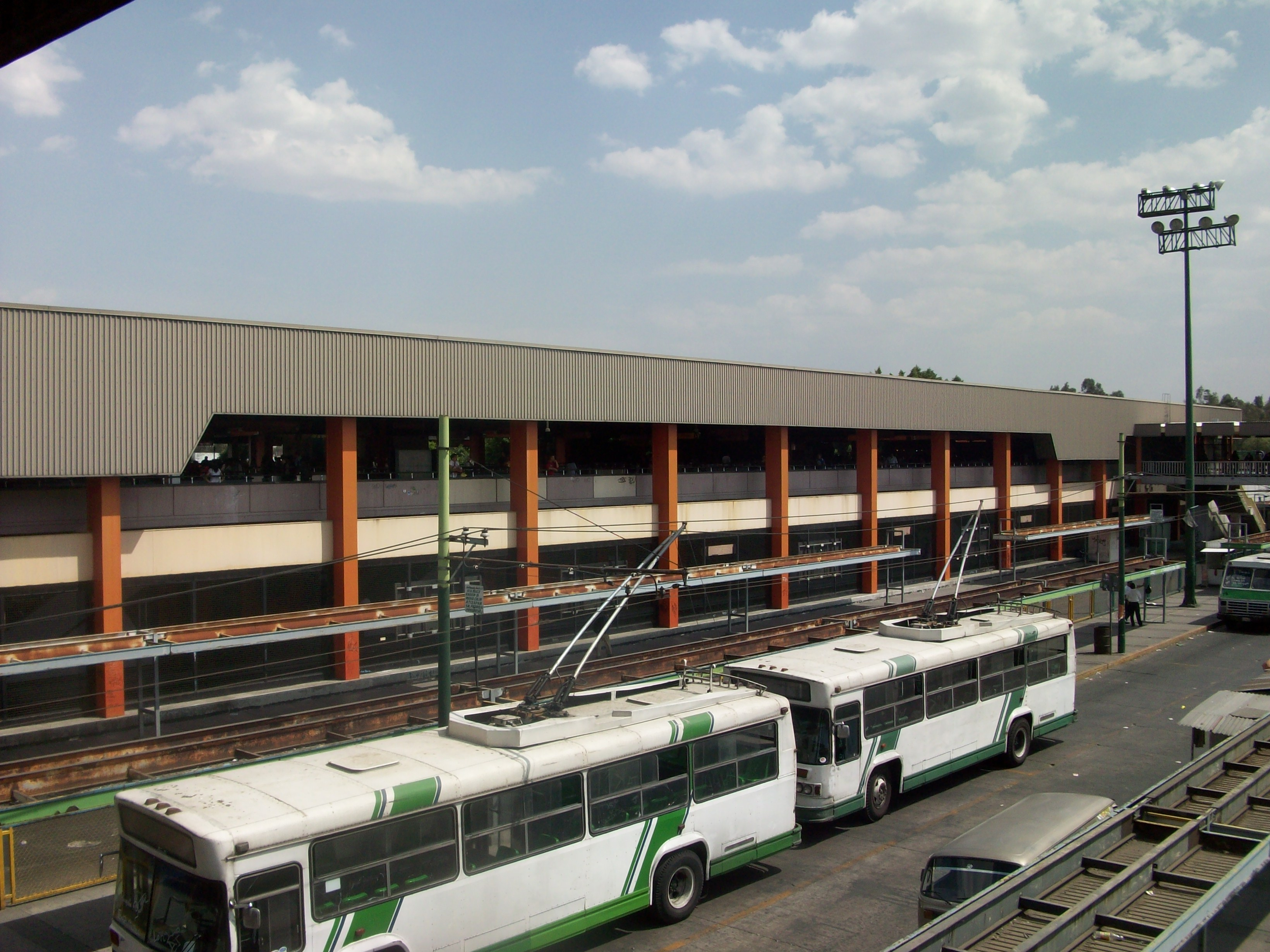
地下鉄エル・ロサリオ駅とトロリーバス

先コロンブス期からアスカポツァルコはメキシコシティの歴史的中心部と結ばれた幹線道路があった。現在はメヒコ＝タクバ道路(Calzada México-Tacuba)と呼ばれており、主要な大通りであり続けている。区内の工業の発達と、北部や西部へ隣りあうメヒコ州へ突出した拡張により、互いを関連づけるインフラ、とくに交通の発達が促進された。これによってアスカポツァルコは交通量が非常に大きくなり、平均80万台の車両が通過する。交通渋滞がとくにラッシュアワーにおいて常態化しているが、オフピーク時においても信号機の同期に欠陥があるために渋滞が発生する。
公共機関にはメキシコシティ地下鉄6号線・7号線の駅が9つあり、RTPのバス系統、トロリーバス系統、および個人経営のバスおよびタクシーがある。これらを合わせると1日に3万人を輸送していると推定されている。その大部分はメヒコ州から地下鉄のエル・ロサリオ駅とバス停留所を使う通勤客である。
19世紀にピカル＝パンタコという主要な鉄道駅が建設された。メキシコシティと国内北部の間で貨物を輸送するために使われたが、その後交通の妨げになった。